# Stora Örvallstjärnen
Stora Örvallstjärnen är en sjö i Skinnskattebergs kommun i Västmanland och ingår i Norrströms huvudavrinningsområde.